# Дюсенбаев, Бакыт Амангельдинович
Бакыт Амангельдинович Дюсенбаев (каз. Бақыт Аманкелдіұлы Дүйсенбаев; род. 8 марта 1970, Северо-Казахстанская область, Казахская ССР, СССР) — казахстанский государственный деятель, дипломат.

## Биография
1993—1994 — референт управления международных экономических отношений МИД РК.
1994 — референт, атташе управления государственного протокола МИД РК.
1994—1996 — слушатель Дипломатической академии МИД РФ.
1996—1997 — атташе посольства Республики Казахстан в Российской Федерации.
1997—1999 — второй секретарь управления Европы и Америки МИД РК.
1999—2003 — второй, первый секретарь посольства Республики Казахстан в Королевстве Испания.
2003—2004 — начальник управления Европы, заместитель директора департамента Европы и Америки МИД РК.
2004 — директор департамента Европы и Америки МИД РК.
2004—2009 — советник, советник-посланник посольства Республики Казахстан в Королевстве Испания.
2009—2012 — заместитель директора департамента Европы МИД РК
2012—2018 — Чрезвычайный и Полномочный Посол Республики Казахстан в Королевстве Испания.
2012 — постоянный представитель Республики Казахстан при Всемирной туристской организации ООН по совместительству.
2015—2018 — Чрезвычайный и Полномочный Посол Республики Казахстан в Княжестве Андорра по совместительству.
С 2018 по 16 июня 2023 года — Чрезвычайный и Полномочный Посол Республики Казахстан в Республике Корея.
С 16 июня 2023 года — Чрезвычайный и Полномочный Посол Республики Казахстан в Чешской Республике.

## Дополнительно
Дипломатический ранг: Чрезвычайный и Полномочный Посол.
Владеет казахским, русским, испанским, итальянским и английским языками.

## Награды
- Орден «Курмет» (2016)[7]